# Jeremy Sagan
Jeremy Ethan Sagan (1960) es un programador y empresario estadounidense. Es el fundador de Sagan Technology, compañía de software multimedia para Macintosh, y creador de Metro, un secuenciador de audio, video y MIDI para computadoras Macintosh.
Sus padres fueron el astrónomo Carl Sagan y la bióloga Lynn Margulis. Su hermano mayor es el escritor Dorion Sagan.